# Maitreyi Ramakrishnan

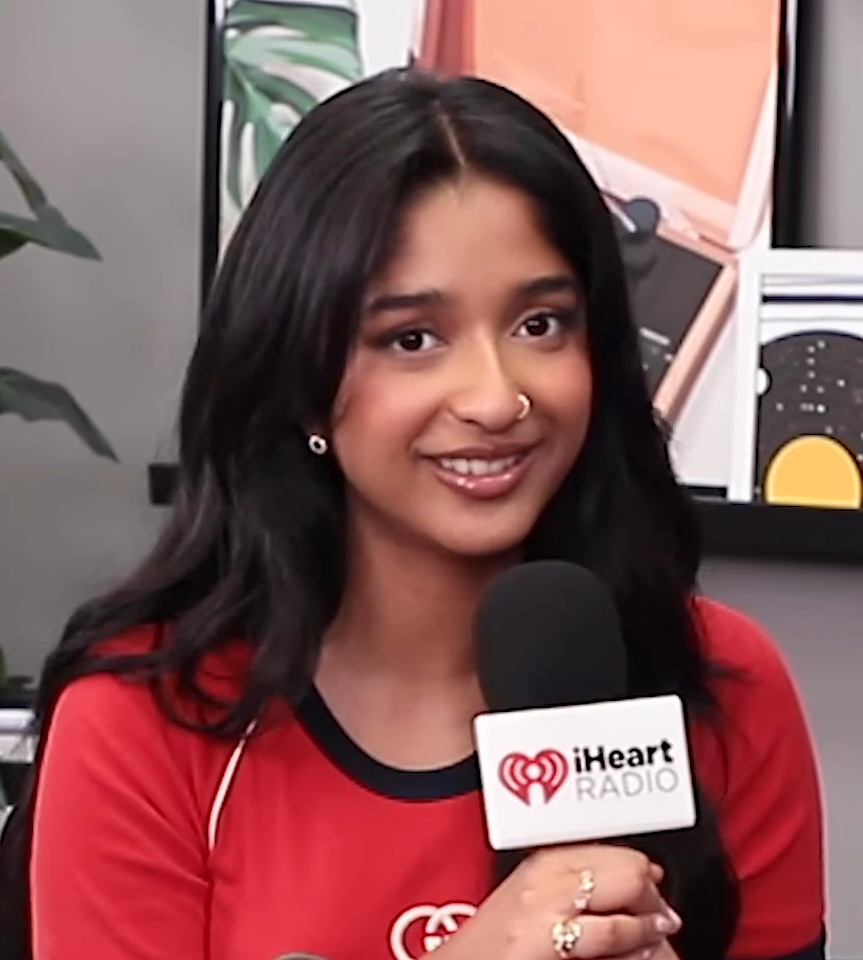
Maitreyi Ramakrishnan, 2023

Maitreyi Ramakrishnan (* 28. Dezember 2001 in Mississauga, Ontario) ist eine kanadische Schauspielerin. Bekanntheit erlangte sie durch ihre Rolle als Devi Vishwakumar in der Netflix-Serie Noch nie in meinem Leben ….

## Leben
Ramakrishnan wurde in Mississauga, Ontario geboren. Sie ist tamilischer Herkunft; ihre Familie wanderte während des Bürgerkriegs in Sri Lanka nach Kanada aus. Ramakrishnan ist Hindu. Sie hat einen älteren Bruder namens Vishwaa.
Im Alter von 10 Jahren begann Ramakrishnan, in Theaterstücken ihrer Schule mitzuwirken. In ihrem letzten Schuljahr entschied sie sich dazu, eine Schauspielkarriere zu beginnen. Weniger als ein Jahr später, im Jahr 2019, erhielt sie die Rolle der Devi Vishwarkumar in Noch nie in meinem Leben …, indem die Produzentin Mindy Kaling sie nach ihrer Teilnahme an einem offenen Casting für die Netflix-Serie aus über 15.000 Teilnehmern für die Hauptrolle auswählte. Ramakrishnan drehte ihr Bewerbungsvideo in einer örtlichen Bibliothek mit der Kamera ihrer Mutter und wurde anschließend nach vier weiteren Videos gefragt, bevor sie zum Vorsprechen nach Los Angeles eingeladen wurde.
Ramakrishnan verschob anschließend den Beginn ihres Schauspiel-Studiums an der York University in Toronto, damit sie für die Dreharbeiten für die Serie in Los Angeles sein konnte. 2021 verschob sie den Beginn ihres Studiums erneut und wechselte zum Studiengang für Menschenrechte und Gerechtigkeit.

## Filmografie
- 2020: Acting for a Cause (Fernsehserie, 1 Episode)
- 2020–2023: Noch nie in meinem Leben … (Fernsehserie, 40 Episoden)
- 2025: Slanted
- 2025: Freakier Friday

## Auszeichnungen und Nominierungen
Independent Spirit Award
- 2021: In der Kategorie Best Female Performance in a New Scripted Series für Noch nie in meinem Leben … (nominiert)

Canadian Screen Award
- 2021: In der Kategorie Cogeco Fund Audience Choice Award für Noch nie in meinem Leben … (nominiert)

MTV Movie Awards
- 2021: In der Kategorie Best Kiss mit Jaren Lewison für Noch nie in meinem Leben … (nominiert)